# Karin Johansson
Karin Johansson (Lidköping, 4 de octubre de 1984) es una deportista sueca que compite en piragüismo en la modalidad de aguas tranquilas. Ganó dos medallas en el Campeonato Mundial de Piragüismo, plata en 2017 y bronce en 2006, y cuatro medallas de bronce en el Campeonato Europeo de Piragüismo entre los años 2005 y 2018.

## Palmarés internacional
| Campeonato Mundial | Campeonato Mundial       | Campeonato Mundial | Campeonato Mundial |
| Año                | Lugar                    | Medalla            | Competición        |
| ------------------ | ------------------------ | ------------------ | ------------------ |
| 2006               | Szeged (Hungría)         | Medalla de bronce  | K4 200 m           |
| 2017               | Račice (República Checa) | Medalla de plata   | K1 1000 m          |
| Campeonato Europeo |                          |                    |                    |
| Año                | Lugar                    | Medalla            | Competición        |
| 2005               | Poznań (Polonia)         | Medalla de bronce  | K4 200 m           |
| 2006               | Račice (República Checa) | Medalla de bronce  | K4 200 m           |
| 2007               | Pontevedra (España)      | Medalla de bronce  | K4 200 m           |
| 2018               | Belgrado (Serbia)        | Medalla de bronce  | K1 1000 m          |